# Ministerio del Poder Popular para Transporte Terrestre
El Ministerio del Poder Popular para el Transporte (MPPTT) fue una cartera del Poder Ejecutivo Venezolano creado por Hugo Chávez en 2011, tras la división del Ministerio del Poder Popular para el Transporte y Comunicaciones, alegando que se había convertido en un "ministerio monstruo". Posteriormente, en el año 2016 el presidente Nicolás Maduro, fusiona éste ministerio con el de Transporte Acuático y Aéreo, pasando así a tener una sola estructura ministerial para el sector transporte del país.

## Ministros
| Ministros de Transporte Terrestre de Venezuela |                                 |             |                |
| Orden                                          | Nombre                          | Período     | Presidente     |
| 1                                              | Juan de Jesús García Toussaintt | 2011 - 2013 | Hugo Chávez    |
| 1                                              | Juan de Jesús García Toussaintt | 2011 - 2013 | Nicolás Maduro |
| 2                                              | Haiman El Troudi                | 2014-2015   | Nicolás Maduro |
| 3                                              | Luis Sauce                      | 2015-2016   | Nicolás Maduro |
| 4                                              | Ricardo Molina                  | 2016-2017   | Nicolás Maduro |
| 5                                              | Juan de Jesús García Toussaintt | 2017-2017   | Nicolás Maduro |
| 6                                              | Carlos Osorio                   | 2017-2018   | Nicolás Maduro |
| 7                                              | Hipólito Abreu                  | 2018-2022   | Nicolás Maduro |

## Estructura del Ministerio

### Órganos adscritos
- Sistema Integral de Transporte Superficial (SITSSA)
- Fundación Fondo Nacional de Transporte Urbano (FONTUR)
- Empresa Nacional de Mantenimiento Vial (ENVIAL)
- Corporación Nacional de Logística y Transporte de Carga (CORPOLOGÍSTICA)
- Sistema Autónomo de Vialidad Agrícola (SAVA)
- Trolebús de Mérida (TROMERCA)
- Sistema de Transporte Masivo de Barquisimeto (TRANSBARCA)
- Fundación Laboratorio Nacional de Vialidad (FUNDANAVIAL)

- Metro de Caracas
- Instituto de Ferrocarriles del Estado (IFE)
- Metro de Los Teques
- Metro de Valencia
- Metro de Maracaibo (METROMARA)
- Insumos Ferroviarios (INFERCA)
- Empresa para la Infraestructura Ferroviaria Latinoamericana (FERROLASA)
- Industria Ferroviaria y Sistema por Cable de Venezuela (FERROVEN)